# Sri Lanka en los Juegos Olímpicos de Moscú 1980
Sri Lanka estuvo representada en los Juegos Olímpicos de Moscú 1980 por cuatro deportistas masculinos que compitieron en atletismo.
El equipo olímpico esrilanqués no obtuvo ninguna medalla en estos Juegos.